# یواس‌سی‌جی‌سی دکیسیو (دبلیوام‌ئی‌سی-۶۲۹)
یواس‌سی‌جی‌سی دکیسیو (دبلیوام‌ئی‌سی-۶۲۹) (به انگلیسی: USCGC Decisive (WMEC-629)) یک کشتی بود که طول آن ۲۱۰ فوت ۶ اینچ (۶۴٫۱۶ متر) بود. این کشتی در سال ۱۹۶۸ ساخته شد.